# 14 anni vergine
14 anni vergine (Full of it) è un film del 2007 diretto da Christian Charles.

## Trama
Sam Leonard è un nuovo studente della Bridgeport High School. Nel suo primo giorno, il ragazzo viene umiliato dal bullo Kyle Plunkett, fa amicizia con Annie Dray, e si innamora della fidanzata di Kyle, Vicki Sanders. Per diventare popolare fra i suoi compagni, e possibilmente conquistare la bella Vicky, Sam comincia a raccontare una serie di improbabili bugie. Sam racconta di aver guidato una Porsche, che il padre è una rock star, che il cane gli ha mangiato i compiti, che non ha mai sbagliato un tiro a basket, che sia Vicki Sanders che la sua insegnante di inglese Mrs. Moran lo amano e infine di essere estremamente dotato, per difendersi da alcuni bulli che lo scherniscono a causa delle dimensioni del pene, in quanto si fa la doccia indossando un costume. Quella stessa sera, dopo una discussione con i propri genitori, Sam accidentalmente rompe lo specchio che si trova dietro la porta della sua camera. La mattina seguente, il ragazzo scopre che il suo cane ha davvero mangiato i suoi compiti, che ha davvero una Porsche, che non sbaglia mai un tiro a basket, che Mrs. Moran e Vicki Sanders lo stanno corteggiando e che il suo pene è diventato enorme.
La vita che sognava, però, si rivela meno gratificante di ciò che credeva. Dopo aver tentato di tornare alla sua vita precedente, solo dopo aver capito di amare l'amica Annie Dray e un nuovo specchio spezzato tutto torna alla normalità.

## Distribuzione
Full of It uscì nelle sale cinematografiche degli Stati Uniti d'America nel 2007. Sempre per quanto riguarda gli Stati Uniti, il film è stato trasmesso in prima visione dalla rete televisiva ABC Family con il titolo Big Liar on Campus.
Il film fu distribuito in Italia dalla Videa nel giugno 2008.
Il titolo originale Full of It, letteralmente "pieno di essa", è una chiara edulcorazione dell'espressione inglese "full of shit" ("pieno di merda"), con cui ci si riferisce solitamente alle persone che raccontano molte bugie, come il protagonista del film. Per la distribuzione italiana era stato inizialmente scelto il titolo Sam lo sfigato raccontaballe (presente anche su alcuni avvisi promozionali dell'epoca) ma in seguito si è optato per 14 anni vergine, per ricalcare il successo della più nota commedia di Judd Apatow 40 anni vergine. Le trame dei due film tuttavia si discostano sensibilmente tra loro, rendendo questo titolo fuorviante sotto diversi aspetti. Il più lampante è rappresentato dal fatto che la verginità del protagonista non rappresenta un elemento significativo nella storia venendo menzionata solo in funzione di una battuta, protagonista che peraltro non ha l'età riportata dal titolo essendo all'ultimo anno di superiori. Infine, viene a mancare il paradosso che produceva effetto comico nel titolo della commedia di Apatow, dal momento che un quattordicenne vergine rientra generalmente nella norma.
Negli anni 2010, la Rai ha trasmesso il film più volte sulle proprie reti, ma si è deciso di ripristinare il titolo originale Full of It in occasione della trasmissione della pellicola in seconda serata su Rai 2 nel 2012.

## Accoglienza

### Incassi
Il film ha incassato a livello globale circa 486 720 dollari.